# Гюнеш, Зехра
Зехра Гюнеш (тур. Zehra Güneş; род. 7 июля 1999, Картал, ил Стамбул, Турция) — турецкая волейболистка, центральная блокирующая.

## Биография
В возрасте 12 лет была принята в команду ВК «Вакыфбанк»-2, с которой дважды выигрывала молодёжное первенство Турции. За фарм-команду клуба выступала до 2016 года (кроме сезона 2014—2015, проведённого в «Истанбул Бююкшехир»), после чего была передана в аренду другому стамбульскому клубу — «Бешикташ». С 2017 года выступает в основном составе «Вакыфбанка», с которым 5 раз становилась чемпионкой Турции, 4-кратным обладателем Кубка страны, трижды — обладателем Суперкубка Турции, по три раза побеждала в Лиге чемпионов ЕКВ и клубных чемпионатах мира.
В 2015—2017 Гюнеш привлекалась к выступлениям за юниорскую и молодёжные сборные Турции. Чемпионка мира 2017 среди старших молодёжных команд. В 2018 дебютировала в главной национальной команде страны, приняв в том году в её составе участие в Лиге наций (серебряные награды) и чемпионате мира. В дальнейшем, выступая за сборную Турции, неоднократно становилась призёром Лиги наций и чемпионатов Европы, а в 2023 в этих соревнованиях стала обладателем золотых наград и включена в символические сборные.

### Клубная карьера
- 2011—2014 —  «Вакыфбанк»-2 (Стамбул);
- 2014—2015 —  «Истанбул Бююкшехир» (Стамбул);
- 2015—2016 —  «Вакыфбанк»-2 (Стамбул);
- 2016—2017 —  «Бешикташ» (Стамбул);
- с 2017 —  «Вакыфбанк» (Стамбул).

## Достижения

### С клубами
- 5-кратная чемпионка Турции — 2018, 2019, 2021, 2022, 2025;
  - двукратный бронзовый призёр чемпионатов Турции — 2023, 2024.
- 4-кратный победитель розыгрышей Кубка Турции — 2018, 2021, 2022, 2023.
- 3-кратный обладатель Суперкубка Турции — 2017, 2021, 2023.
- 3-кратный победитель Лиги чемпионов ЕКВ — 2018, 2022, 2023;
  - серебряный призёр Лиги чемпионов ЕКВ 2021.
- двукратная чемпионка мира среди клубных команд — 2018, 2021;
  - двукратный серебряный (2022, 2023) и бронзовый (2019) призёр клубных чемпионатов мира.

### Со сборными Турции
- победитель Лиги наций 2023;
  - серебряный (2018) и бронзовый (2021) призёр Лиги наций.
- чемпионка Европы 2023; 
  - серебряный (2019) и бронзовый (2021) призёр чемпионатов Европы.
- чемпионка мира среди старших молодёжных команд 2017.
- бронзовый призёр молодёжного чемпионата Европы 2016.
- чемпионка Европейского юношеского Олимпийского фестиваля 2015.

### Индивидуальные
- 2015: лучшая центральная блокирующая (одна из двух) Европейского юношеского Олимпийского фестиваля.
- 2015: лучшая центральная блокирующая (одна из двух) чемпионата мира среди девушек.
- 2017: лучшая центральная блокирующая (одна из двух) молодёжного чемпионата мира.
- 2019: лучшая центральная блокирующая (одна из двух) клубного чемпионата мира.
- 2021: MVP Кубка Турции.
- 2021: лучшая центральная блокирующая (одна из двух) клубного чемпионата мира.
- 2022: MVP чемпионата Турции.
- 2022: лучшая центральная блокирующая (одна из двух) клубного чемпионата мира.
- 2023: лучшая центральная блокирующая (одна из двух) Лиги чемпионов ЕКВ.
- 2023: лучшая центральная блокирующая (одна из двух) Лиги наций.
- 2023: лучшая центральная блокирующая (одна из двух) чемпионата Европы
- 2023: лучшая центральная блокирующая (одна из двух) клубного чемпионата мира.

## Семья
Волейболистками также являются младшие сёстры Зехры Гюнеш — Ирем-Нур (род. 2004) и Мина (род. 2006).